# Asa (Juda)
Pour les articles homonymes, voir Asa.
Selon la Bible, Asa (en hébreu אָסָא (ʾĀsāʾ), en grec ᾿Ασὰ (Asa), en latin Asa), fils d'Abijam, a été roi de Juda durant 41 ans, à la fin du Xe siècle av. J.-C. et au début du IXe siècle av. J.-C.

## Biographie
La seule source dont on dispose sur Asa est la Bible.
Fils d'Abijam, il succéda à son père. Mais la Bible le décrit comme un roi qui « fit ce qui est droit aux yeux de l’Éternel », contrairement à son père. La seule épouse qui lui soit implicitement attribuée par la Bible est Azuba, fille de Shilhi, mère de son fils et successeur Josaphat.

### Politique religieuse
En plus d'une grande piété personnelle, Asa mena une politique religieuse qui consista à promouvoir le culte exclusif de YHWH, et à lutter contre le culte des divinités cananéennes, par l'expulsion des prostitués sacrés et la destruction des idoles, des stèles et autres lieux de culte à ces divinités. Dans ce contexte, la Bible mentionne qu'il retira à sa grand-mère Maaka le titre de « Grande Dame », titre probablement équivalent à celui de « reine mère », à cause du culte voué par celle-ci à Ashéra. 
Le Chroniste mentionne une réforme religieuse opérée par Asa à la suite de l'exhortation du prophète Azaria, qui appela les hommes de Juda à la persévérance dans la fidélité à Dieu. Cette réforme consista en une radicalisation de la lutte contre les idoles, en une rénovation dans le Temple de Jérusalem, et en une célébration de sacrifice rituel et de renouvellement de l'Alliance avec Dieu, qui eut lieu la quinzième année de son règne.

### Politique civile et militaire
Le règne d'Asa fut-il une ère de paix ou un conflit permanent ? Quand le Premier livre des Rois mentionne un état de guerre permanente entre lui et Baasa, roi d'Israël, sur toute la durée du règne de ce dernier, le Deuxième livre des Chroniques affirme à plusieurs reprises que tout ou partie du règne d'Asa fut une période de paix et de sécurité, mais évoque deux conflits impliquant celui-ci.
Selon le Deuxième Livre des Chroniques, Asa dut défendre son royaume contre Zérach le Kushite, ses 300 chars et son armée d'un million d'hommes. Avec une armée de 580 000 hommes, Asa lui fit face dans la vallée de Tsephata et pria Dieu, qui écrasa les hommes de Zérach, permettant à l'armée judéenne de se lancer à leur poursuite et de se livrer au pillage de leurs biens.
Baasa, roi d'Israël, bloqua les flux de population du Royaume de Juda en fortifiant la ville de Rama. Selon Thiele, il aurait agi juste après le succès judéen contre Zérach pour empêcher le flux de population d'Israël vers Juda, cette victoire ayant été considérée comme une faveur divine. Asa envoya alors une ambassade à Ben-Hadad, roi d'Aram-Damas, pour qu'il rompe son alliance avec le Royaume d'Israël. Celui-ci accepta, se retourna contre Israël, et conquit même plusieurs villes et toute une région du royaume de Baasa. Ce retournement d'alliance fit céder Baasa qui renonça à Rama. Alors la population de Juda fut convoquée, pour fortifier Mitspa et Géba de Benjamin avec les matériaux utilisés par Israël à Rama.
Asa fut un roi bâtisseur, qui fortifia de nombreuses villes.

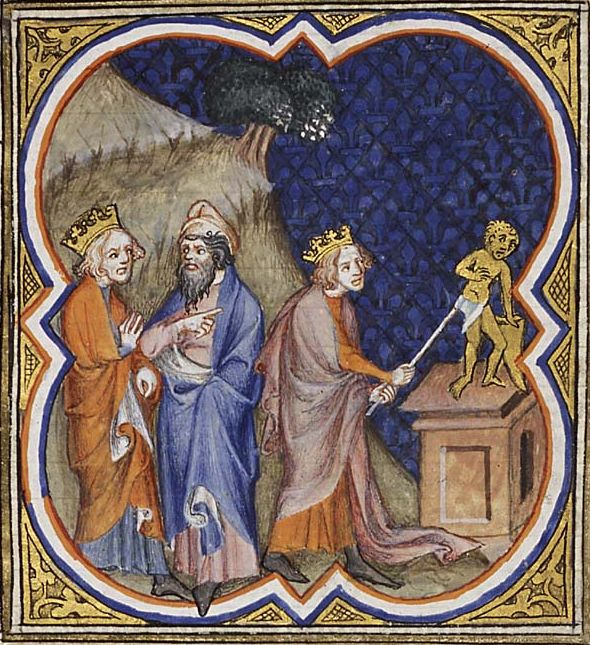
Illustration médiévale d'Asa détruisant les idoles, dans la Bible historiale, 1372

### Fin de règne
Alors que le Chroniste, dans son récit des règnes de Roboam et d'Abijam, se montrait plus laudatif que l'auteur du Premier livre des Rois, on note que, concernant Asa, le Chroniste mentionne qu'à la fin de son règne, Asa a mis sa confiance davantage dans le secours d'un roi étranger ou des médecins qu'en l'assistance divine, alors que ces fautes n'apparaissent pas explicitement dans le Premier livre des Rois.
Si les deux livres mentionnent qu'Asa souffrit d'une maladie des pieds très grave à la fin de son règne (peut-être la goutte), le Chroniste suggère qu'il s'agit d'une punition divine. 
En effet, Asa, selon lui, avait emprisonné le voyant Hanani, qui l'avait irrité en lui reprochant son alliance avec un roi étranger, donc son manque de confiance en Dieu qui l'avait délivré de Zérach. Mais Asa, une fois atteint de ce mal, mit sa confiance dans les médecins plutôt qu'en Dieu seul.
Selon certains auteurs (Thiele, par exemple), pendant la durée de sa maladie, Asa a régné avec son fils Josaphat, qui lui succéda ensuite à sa mort. Asa fut enterré avec les honneurs dus à un roi en paix avec Dieu.

### Mentions postérieures
Les nombreuses références bibliques à Asa après le récit de son règne sont dues pour une bonne part à la longue durée de son règne, alors que dans le même temps les rois d’Israël se succédaient rapidement. Mais d'autres montrent qu'Asa a été considéré par les auteurs bibliques comme une référence positive dans leur jugement des rois ultérieurs.

## Chronologie
Comme de nombreuses dates concernant les personnages bibliques de cette époque, celles-ci sont approximatives, et peuvent faire l'objet de débats entre exégètes.
Asa aurait régné de 913 à 873 av. J.-C. (Albright), ou de -911 à -870 (Thiele, Galil).
Deux problèmes se posent à qui veut établir une chronologie du long règne d'Asa. Selon le Chroniste, ce règne a correspondu à une période de paix jusqu'en sa 35e année, et c'est en sa 36e année qu'eut lieu la fortification de Rama par Baasa, qui déclencha la guerre. Mais ces dates sont incompatibles avec la datation du même livre, selon lequel l'attaque de Zérach eut lieu avant la 15e année du règne d'Asa (c'est-à-dire 895 av. J.-C.), et avec les données du Premier livre des Rois, selon lequel la mort de Baasa eut lieu la 26e année de ce règne.
Selon Edwin Thiele, les faits datés des 35e et 36e années du règne d'Asa eurent en fait lieu les 35e et 36e années après le schisme de -931 (ou -930), c'est-à-dire en -895 et -894, ce qui correspond à la datation de l'attaque de Zérach. Sur ce point, Thiele s'oppose à Albright. Selon celui-ci, ce problème justifie la datation du schisme en 922 av. J.-C. et la réduction de la durée du règne de Roboam par rapport aux données bibliques.
Toujours selon Thiele, Josaphat règne avec son père malade de 872 à 870 av. J.-C.